# Roger Dean
Roger Dean (Ashford, Kent, 1944. augusztus 14. –) kortárs brit művész, aki leginkább lemezborítóiról volt híres. Ezeket a munkákat a 60-as évek végétől kezdte el gyártani.

## Diszkográfia

### Lemezborítók
Osibisa
- Osibisa (1971)
- Woyaya (1971)

Atomic Rooster
- In Hearing of Atomic Rooster (1971)
- Resurrection (2002)

Yes
- Fragile (1971)
- Close to the Edge (1972)
- Yessongs (1973)
- Tales From Topographic Oceans (1973)
- Relayer (1974)
- Yesterdays (1975)
- Drama (1980)
- Yesshows (1980)
- Classic Yes (1981)
- Union (1991)
- Yesyears (1991)
- Yesstory (1992)
- Keys to Ascension (1996)
- Keys to Ascension 2 (1997)
- Open Your Eyes (1997)
- The Ladder (1999)
- House of Yes: Live from House of Blues (2000)
- Keystudio (2001)
- In a Word: Yes (1969–) (2002)
- The Ultimate Yes: 35th Anniversary Collection (2004)
- The Word is Live (2005)

Budgie
- Squawk (1972)
- Never Turn Your Back On a Friend (1973)
- An Ecstasy of Fumbling – The Definitive Anthology (1996)

Uriah Heep
- Demons and Wizards (1972)
- The Magician’s Birthday (1972)
- Sea of Light (1995)
- Acoustically Driven (2001)
- The Official Anthology (2001)

Greenslade
- Greenslade (1973)
- Bedside Manners Are Extra (1973)

Steve Howe
- Beginnings (1975)
- The Steve Howe Album (1979)
- Turbulence (1991)
- Not Necessarily Acoustic (1994)
- Elements (2003)

Asia
- Asia (1982)
- Alpha (1983)
- Astra (1985)
- Then & Now (1990)
- Aria (1994)
- Aura (2000)

Anderson Bruford Wakeman Howe
- Anderson Bruford Wakeman Howe (1989)
- An Evening of Yes Music Plus (1993)

Rick Wakeman
- Rick Wakeman’s Greatest Hits (1993)
- Return to the Center of the Earth (1999)

The London Symphony Orchestra
- Symphonic Rock: American Classics (1997)
- Symphonic Rock: The British Invasion, Vol. 1 (1997)
- Symphonic Rock: The British Invasion, Vol. 2 (1998)

Egyéb
- Gun, Gun (1968)
- Earth & Fire, Earth & Fire (1969)
- Elastic Rock, Nucleus (1970)
- One Fine Morning, Lighthouse (1970)
- Dedicated to You But You Weren’t Listening, Keith Tippett Group (1971)
- Space Hymns, Ramases (1971)
- Octopus, Gentle Giant (1972)
- First Base, Babe Ruth (1972)
- Spring Suite, McKendree Spring (1973)
- One Live Badger, Badger (1973)
- Staircase to the Day, Gravy Train (1974)
- Cactus Choir, Dave Greenslade (1976)
- Natural Avenue, John Lodge (1977)
- Breaking Starcodes, Barry Devlin (1983)
- Eat Me in St. Louis, It Bites (1989)
- Symphonic Music of Yes (1993)
- Tales from Yesterday, Yes-tribute (1993)
- Us and Them: Symphonic Pink Floyd (1995)
- Supernatural Fairy Tales: The Progressive Rock Era (1996)
- Moray Eels Eat the Space Needle, Space Needle (1997)
- Yes, Friends and Relatives (1998)
- Ad Infinitum, Ad Infinitum (1998)
- Yes, Friends and Relatives Volume 2 (2000)
- Flattening Mountains and Creating Empires, Vermilion (2002)
- The Iridium Controversy, Birdsongs of the Mesozoic (2003)
- The Inconsolable Secret, Glass Hammer (2005)

### Számítógépes játék borítok
- Brataccas (1986)
- Barbarian (1987)
- Terropods (1987)
- Baal (1988)
- Chrono Quest (1988)
- Obliterator (1988)
- Shadow of the Beast (1988)
- Stryx (1989)
- Infestation (1990)
- Shadow of the Beast 2. (1990)
- Amnios (1991)
- Ork (1991)
- Agony (1992)
- Faceball 2000 (1992)
- Tetris Worlds (2001)

### Könyvek
- The Flights of Icarus
- Views